# Дурга (Татарстан)
Дурга — деревня в Балтасинском районе Татарстана. Входит в состав Кугунурского сельского поселения.

## География
Находится в северо-западной части Татарстана на расстоянии приблизительно 27 км на север по прямой от районного центра посёлка Балтаси у речки Кугуборка.

## История
Основана в XVI веке удмуртами, в середине XVIII века поселились кряшены.

## Население
Постоянных жителей было: в 1746 году — 77, в 1763 году — 78, в 1795 году — 129 душ мужского пола, в 1884 году — 723, в 1897 году — 755, в 1920 году — 777, в 1926 году — 655, в 1949 году —413, в 1958 году — 307, в 1970 году — 303, в 1979 году — 278, в 1989 году — 262, в 2002 году — 290 (татары 69 %, фактически кряшены), в 2010 году — 303.